# فرودگاه شهری کورنینگ (کالیفرنیا)
فرودگاه شهری کورنینگ (کالیفرنیا) (به انگلیسی: Corning Municipal Airport) یک فرودگاه است که یک باند فرود آسفالت دارد و طول باند آن ۸۲۴ متر است. این فرودگاه در کشور ایالات متحده آمریکا قرار دارد.